# Campionati mondiali juniores di biathlon 2020
I Campionati mondiali juniores di biathlon 2020 si sono svolti dal 26 gennaio al 2 febbraio a Lenzerheide, in Svizzera. Le gare, maschili e femminili, si sono articolate nelle due categorie "Giovani" (fino a 19 anni) e "Juniores" (fino a 21 anni).

## Calendario
| Uomini "Giovani"  | 12,5 km individuale |                     | Staffetta 3x7,5 km |                    |   | 7,5 km sprint |               | 10 km inseguimento   | 4  |
| Uomini "Juniores" |                     | 15 km individuale   |                    | Staffetta 4x7,5 km |   |               | 10 km sprint  | 12.5 km inseguimento | 4  |
| Donne "Giovani"   | 10 km individuale   |                     | Staffetta 3x6 km   |                    |   | 6 km sprint   |               | 7,5 km inseguimento  | 4  |
| Donne "Juniores"  |                     | 12,5 km individuale |                    | Staffetta 4x6 km   |   |               | 7,5 km sprint | 10 km inseguimento   | 4  |
| Totale            | 2                   | 2                   | 2                  | 2                  | 0 | 2             | 2             | 4                    | 16 |

## Risultati

### Uomini

#### Categoria "Giovani"

##### Sprint 7,5 km
| Pos. | Atleta           | Nazione       | Tempo   |
| ---- | ---------------- | ------------- | ------- |
| 1    | Alexei Kovaljov  | Russia        | 19:53.0 |
| 2    | Ondřej Mánek     | Rep. Ceca     | +9.3    |
| 3    | Maxime Germaine  | Stati Uniti   | +11.3   |
| 4    | Martin Nevland   | Norvegia      | +15.3   |
| 5    | Morten Hol       | Norvegia      | +15.4   |
| 6    | Campbell Wright  | Nuova Zelanda | +20.1   |
| 7    | Damien Levet     | Francia       | +22.1   |
| 8    | Lovro Planko     | Slovenia      | +22.6   |
| 9    | Bjorn Westerveld | Stati Uniti   | +24.0   |
| 10   | Ivan Tulazin     | Bielorussia   | +26.4   |

31 gennaio

##### Inseguimento 10 km
| Pos. | Atleta         | Nazione   | Tempo   |
| ---- | -------------- | --------- | ------- |
| 1    | Martin Nevland | Norvegia  | 26:28.0 |
| 2    | Ondřej Mánek   | Rep. Ceca | +25.4   |
| 3    | Lovro Planko   | Slovenia  | +52.0   |
| 4    | Morten Hol     | Norvegia  | +1:17.0 |
| 5    | Ivan Tulazin   | Norvegia  | +1:22.3 |
| 6    | Jonáš Mareček  | Rep. Ceca | +1:23.7 |
| 7    | Martin Uldal   | Norvegia  | +1:29.3 |
| 8    | Marcin Zawół   | Polonia   | +1:36.9 |
| 9    | Damien Levet   | Francia   | +1:47.3 |
| 10   | Josef Kabrda   | Rep. Ceca | +1:49.1 |

2 febbraio

##### Individuale 12,5 km
| Pos. | Atleta            | Nazione     | Tempo   |
| ---- | ----------------- | ----------- | ------- |
| 1    | Martin Nevland    | Norvegia    | 36:36.4 |
| 2    | Damien Levet      | Francia     | +12.9   |
| 3    | Éric Perrot       | Francia     | +30.7   |
| 4    | Jonáš Mareček     | Rep. Ceca   | +1:25.2 |
| 5    | Stefano Canavese  | Italia      | +1:39.7 |
| 6    | Martin Uldal      | Norvegia    | +1:52.2 |
| 7    | Ondřej Mánek      | Rep. Ceca   | +1:52.7 |
| 8    | Renārs Birkentāls | Lettonia    | +1:57.6 |
| 9    | Semjon Wdowin     | Kazakistan  | +1:59.3 |
| 10   | Ivan Tulazin      | Bielorussia | +2:11.5 |

26 gennaio

##### Staffetta 3x7,5 km
| Pos. | Nazione   | Atleti                                              | Tempo     |
| ---- | --------- | --------------------------------------------------- | --------- |
| 1    | Norvegia  | Martin Uldal Morten Tørnblad Sameien Martin Nevland | 1:04:07.0 |
| 2    | Rep. Ceca | Ondřej Mánek Josef Kabrda Jonáš Mareček             | +1:15.7   |
| 3    | Russia    | Alexei Subarev Oleg Domitschek Alexei Kovaljov      | +1:37.5   |
| 4    | Slovenia  | Matic Repnik Jernej Goropečnik Lovro Planko         | +2:13.2   |
| 5    | Francia   | Éric Perrot Victor Cullet Damien Levet              | +2:25.7   |

28 gennaio

#### Categoria "Juniores"

##### Sprint 10 km
| Pos. | Atleta                      | Nazione     | Tempo   |
| ---- | --------------------------- | ----------- | ------- |
| 1    | Vebjørn Sørum               | Norvegia    | 24:02.7 |
| 2    | Jakub Štvrtecký             | Rep. Ceca   | +25.1   |
| 3    | Dsmitry Lasouski            | Bielorussia | +31.5   |
| 4    | Jørgen Brendengen Krogsæter | Norvegia    | +34.4   |
| 5    | Said Karimulla Chalili      | Russia      | +36.9   |
| 6    | Tommaso Giacomel            | Italia      | +45.3   |
| 7    | Danilo Riethmüller          | Germania    | +47.6   |
| 8    | Vetle Paulsen               | Norvegia    | +50.3   |
| 9    | Niklas Hartweg              | Svizzera    | +54.3   |
| 10   | Mikuláš Karlík              | Rep. Ceca   | +56.1   |

1º febbraio

##### Inseguimento 12,5 km
| Pos. | Atleta                           | Nazione     | Tempo   |
| ---- | -------------------------------- | ----------- | ------- |
| 1    | Danilo Riethmüller               | Germania    | 35:34.2 |
| 2    | Said Karimulla Chalili           | Russia      | +0.6    |
| 3    | Alex Cisar                       | Slovenia    | +1.2    |
| 4    | Dsmitry Lasouski                 | Bielorussia | +7.1    |
| 5    | Fredrik Qvist Bucher-Johannessen | Norvegia    | +10.9   |
| 6    | Vebjørn Sørum                    | Norvegia    | +23.3   |
| 7    | Niklas Hartweg                   | Svizzera    | +31.7   |
| 8    | Vetle Paulsen                    | Norvegia    | +38.7   |
| 9    | Mikuláš Karlík                   | Rep. Ceca   | +38.8   |
| 10   | Vítězslav Hornig                 | Rep. Ceca   | +42.8   |

2 febbraio

##### Individuale 15 km
| Pos. | Atleta                           | Nazione    | Tempo   |
| ---- | -------------------------------- | ---------- | ------- |
| 1    | Max Barchewitz                   | Germania   | 40:15.8 |
| 2    | Vebjørn Sørum                    | Norvegia   | +18.7   |
| 3    | Sebastian Stalder                | Svizzera   | +46.7   |
| 4    | Sébastien Mahon                  | Francia    | +53.1   |
| 5    | Vladislav Kirejev                | Kazakistan | +1:15.3 |
| 6    | Kirill Baschin                   | Norvegia   | +1:27.7 |
| 7    | Fredrik Qvist Bucher-Johannessen | Norvegia   | +1:27.8 |
| 8    | Didier Bionaz                    | Italia     | +1:29.0 |
| 9    | Anton Vidmar                     | Slovenia   | +1:32.0 |
| 10   | Mikuláš Karlík                   | Rep. Ceca  | +1:38.3 |

27 gennaio

##### Staffetta 4x7,5 km
| Pos. | Nazione  | Atleti                                                                                   | Tempo     |
| ---- | -------- | ---------------------------------------------------------------------------------------- | --------- |
| 1    | Russia   | Kirill Baschin Daniil Serochvostov Vadim Istamgulow Said Karimulla Chalili               | 1:32:07.7 |
| 2    | Germania | Max Barchewitz Tim Grotian Julian Hollandt Danilo Riethmüller                            | +20.0     |
| 3    | Francia  | Thomas Briffaz Guillaume Desmus Martin Bourgeois République Sébastien Mahon              | +24.9     |
| 4    | Norvegia | Vetle Paulsen Fredrik Qvist Bucher-Johannessen Jørgen Brendengen Krogsæter Vebjørn Sørum | +36.3     |
| 5    | Svizzera | Sebastian Stalder Nico Salutt Laurin Fravi Niklas Hartweg                                | +1:06.5   |

29 gennaio

### Donne

#### Categoria "Giovani"

##### Sprint 6 km
| Pos. | Atleta              | Nazione  | Tempo   |
| ---- | ------------------- | -------- | ------- |
| 1    | Linda Zingerle      | Italia   | 17:44.7 |
| 2    | Ljubov Kalinina     | Russia   | +20.8   |
| 3    | Océane Michelon     | Francia  | +21.3   |
| 4    | Anna Gandler        | Austria  | +32.1   |
| 5    | Maya Cloetens       | Francia  | +36.3   |
| 6    | Alena Mochova       | Russia   | +42.3   |
| 7    | Hannah Auchentaller | Italia   | +46.8   |
| 8    | Camille Coupé       | Francia  | +48.1   |
| 9    | Lea Repinc          | Slovenia | +54.0   |
| 10   | Lea Meier           | Svizzera | +1:00.3 |

31 gennaio

##### Inseguimento 7,5 km
| Pos. | Atleta          | Nazione   | Tempo   |
| ---- | --------------- | --------- | ------- |
| 1    | Anna Gandler    | Austria   | 22:01.2 |
| 2    | Camille Coupé   | Francia   | +1.2    |
| 3    | Linda Zingerle  | Italia    | +15.0   |
| 4    | Alena Mochova   | Russia    | +37.3   |
| 5    | Ljubov Kalinina | Russia    | +37.5   |
| 6    | Lea Repinc      | Slovenia  | +40.9   |
| 7    | Frida Dokken    | Norvegia  | +56.3   |
| 8    | Tereza Jandová  | Rep. Ceca | +1:19.9 |
| 9    | Rebecca Passler | Italia    | +1:24.5 |
| 10   | Tuva Aas Stræte | Norvegia  | +1:28.6 |

2 febbraio

##### Individuale 10 km
| Pos. | Atleta              | Nazione   | Tempo   |
| ---- | ------------------- | --------- | ------- |
| 1    | Lea Meier           | Svizzera  | 33:52.4 |
| 2    | Rebecca Passler     | Italia    | +12.7   |
| 3    | Anna Gandler        | Austria   | +16.4   |
| 4    | Ljubov Kalinina     | Russia    | +21.6   |
| 5    | Heidi Nikkinen      | Finlandia | +24.2   |
| 6    | Tuva Aas Stræte     | Norvegia  | +35.4   |
| 7    | Tereza Jandová      | Rep. Ceca | +35.6   |
| 8    | Camille Coupé       | Francia   | +52.3   |
| 9    | Hannah Auchentaller | Italia    | +1:03.3 |
| 10   | Gabriela Masaříková | Rep. Ceca | +1:04.3 |

26 gennaio

##### Staffetta 3x6 km
| Pos. | Nazione  | Atleti                                                 | Tempo     |
| ---- | -------- | ------------------------------------------------------ | --------- |
| 1    | Norvegia | Tuva Aas Stræete Frida Dokken Maren Bakken             | 1:02:11.2 |
| 2    | Italia   | Hannah Auchentaller Linda Zingerle Rebecca Passler     | +1.4      |
| 3    | Germania | Emilie Marie Behringer Johanna Puff Selina Marie Kastl | +20.8     |
| 4    | Slovenia | Lea Repinc Kaja Marič Živa Klemenčič                   | +45.7     |
| 5    | Francia  | Camille Coupé Maya Cloetens Océane Michelon            | +1:02.4   |

28 gennaio

#### Categoria "Juniores"

##### Sprint 7,5 km
| Pos. | Atleta                    | Nazione   | Tempo   |
| ---- | ------------------------- | --------- | ------- |
| 1    | Anastassija Schevtschenko | Russia    | 23:19.3 |
| 2    | Åsne Skrede               | Norvegia  | +40.9   |
| 3    | Milena Todorova           | Bulgaria  | +48.4   |
| 4    | Amy Baserga               | Svizzera  | +49.9   |
| 5    | Marthe Kråkstad Johansen  | Norvegia  | +53.5   |
| 6    | Tereza Vinklárková        | Rep. Ceca | +1:07.0 |
| 7    | Anne De Besche            | Norvegia  | +1:07.4 |
| 8    | Lisa Maria Spark          | Germania  | +1:15.5 |
| 9    | Samuela Comola            | Italia    | +1:16.9 |
| 10   | Anastassija Gorejeva      | Russia    | +1:29.2 |

1º febbraio

##### Inseguimento 10 km
| Pos. | Atleta                    | Nazione  | Tempo   |
| ---- | ------------------------- | -------- | ------- |
| 1    | Anastassija Schevtschenko | Russia   | 30:45.7 |
| 2    | Åsne Skrede               | Norvegia | +15.0   |
| 3    | Milena Todorova           | Bulgaria | +48.4   |
| 4    | Lisa Maria Spark          | Germania | +1:09.9 |
| 5    | Camille Bened             | Francia  | +1:13.6 |
| 6    | Amy Baserga               | Svizzera | +1:19.9 |
| 7    | Juliane Frühwirt          | Germania | +2:12.0 |
| 8    | Ella Halvarsson           | Svezia   | +2:16.0 |
| 9    | Joanna Jakieła            | Polonia  | +2:18.1 |
| 10   | Anastassija Chaliullina   | Russia   | +2:19.5 |

2 febbraio

##### Individuale 12,5 km
| Pos. | Atleta                    | Nazione   | Tempo   |
| ---- | ------------------------- | --------- | ------- |
| 1    | Anastassija Chaliullinao  | Russia    | 41:32.6 |
| 2    | Milena Todorova           | Norvegia  | +1:07.9 |
| 3    | Amy Baserga               | Svizzera  | +1:16.0 |
| 4    | Anastassija Schevtschenko | Russia    | +1:19.7 |
| 5    | Tereza Vinklárková        | Rep. Ceca | +1:30.0 |
| 6    | Samuela Comola            | Italia    | +1:41.7 |
| 7    | Camille Bened             | Francia   | +1:55.5 |
| 8    | Juliane Frühwirt          | Germania  | +2:04.0 |
| 9    | Marthe Kråkstad Johansen  | Norvegia  | +2:07.2 |
| 10   | Beatrice Trabucchi        | Italia    | +2:21.4 |

27 gennaio

##### Staffetta 3x6 km
| Pos. | Nazione   | Atleti                                                                                | Tempo     |
| ---- | --------- | ------------------------------------------------------------------------------------- | --------- |
| 1    | Francia   | Camille Bened Laura Boucaud Lou Anne Chevat Paula Botet                               | 1:22:49.5 |
| 2    | Russia    | Anastassija Chaliullina Anastassija Gorejeva Alina Kudisova Anastassija Schevtschenko | +15.4     |
| 3    | Norvegia  | Åsne Skrede Mari Wetterhus Marthe Kråkstad Johansen Juni Arnekleiv                    | +2:08.0   |
| 4    | Germania  | Franziska Pfnür Sabrina Braun Lisa Maria Spark Juliane Frühwirt                       | +2:16.2   |
| 5    | Rep. Ceca | Petra Suchá Tereza Voborníková Klára Polednová Tereza Vinklárková                     | +2:23.8   |

30 gennaio

## Medagliere per nazioni
| Pos. | Nazione     | Oro | Argento | Bronzo | Totale |
| ---- | ----------- | --- | ------- | ------ | ------ |
| 1    | Norvegia    | 5   | 3       | 1      | 9      |
| 1    | Russia      | 5   | 3       | 1      | 9      |
| 3    | Germania    | 2   | 1       | 1      | 4      |
| 4    | Francia     | 1   | 2       | 3      | 6      |
| 5    | Italia      | 1   | 2       | 1      | 4      |
| 6    | Svizzera    | 1   | 0       | 2      | 3      |
| 7    | Austria     | 1   | 0       | 1      | 2      |
| 8    | Rep. Ceca   | 0   | 4       | 0      | 4      |
| 9    | Bulgaria    | 0   | 1       | 2      | 3      |
| 10   | Slovenia    | 0   | 0       | 2      | 2      |
| 11   | Bielorussia | 0   | 0       | 1      | 1      |
| 11   | Stati Uniti | 0   | 0       | 1      | 1      |